# Dorfkirche Wejsuny
Die Dorfkirche in Wejsuny (bis 1945 Weissuhnen) ist ein unverputzter Ziegelbau mit Staffelgiebel im neugotischen Stil; sie wurde in den Jahren 1908 bis 1910 errichtet. Sie ist bis heute evangelisches Gotteshaus in dem 380-Seelen-Dorf in der polnischen Woiwodschaft Ermland-Masuren.

## Geographische Lage
Wejsuny mit seinem Jezioro Wejsunek (Weissuhner See) liegt 14 Kilometer nordwestlich der Kreisstadt Pisz (Johannisburg) am Südufer des Jezioro Warnolty (Warnoldsee) im Park Mazurski Krajobrazowy (Landschaftspark Masuren). Das Dorf ist über eine Nebenstraße von Ruciane-Nida (Rudczanny 1938–1945 Niedersee -Nieden) an der polnischen Landesstraße 58 in nordöstlicher Richtung zu erreichen. Ruciane-Nida ist zugleich die nächste Bahnstation und liegt an der Bahnstrecke Olsztyn–Pisz (Allenstein–Johannisburg) der Polnischen Staatsbahn (PKP).
Wejsuny ist eine Ortschaft im Verbund der Stadt- und Landgemeinde Ruciane-Nida im Powiat Piski, dem einstigen Kreis Johannisburg in Ostpreußen.
Die Kirche steht an der Hauptstraße mitten im Ort.

## Kirchengebäude
Die Dorfkirche Wejsuny ist ein unverputzter Backsteinbau mit vorgesetztem Turm und Staffelgiebel und besitzt Stilanklänge an die Ordensarchitektur. Im Jahr 1908 wurde mit dem Bau der Kirche begonnen, die am 27. November 1910 feierlich eingeweiht wurde.
Die Innenausstattung ist einfach; die Kanzel steht seitlich neben dem Altar. Die ursprünglichen beiden Kirchenglocken fielen dem Ersten Weltkrieg zum Opfer und wurden 1920 durch zwei neue ersetzt. Im Zweiten Weltkrieg, den die Kirche nahezu unbeschadet überstanden hat, musste eine der beiden Glocken abgeliefert werden.
Nach 1945 blieb die Kirche im Besitz der evangelischen Kirche. Im Blick auf das 100-jährige Bestehen des Gotteshauses im Jahr 2010 wurden bei einem Kostenaufwand von 600.000 Złoty (etwa 142.000 Euro) in und an der inzwischen umgebauten Kirche mannigfache Reparatur- und Instandhaltungsmaßnahmen vorgenommen, mit tatkräftiger finanzieller Unterstützung der Europäischen Union sowie zahlreicher Geldgeber aus Deutschland. So wurde das gesamte Dach überarbeitet und die Wände wurden gesäubert. Die Turmuhr, die seit 1945 nicht mehr funktionierte, erhielt eine grundlegende Reparatur sowie ein Glockenspiel zum Stundenschlag. Die Orgel wurde noch bis 2013 restauriert.
Das Gotteshaus gilt als besonderes Schmuckstück und ist – neben der Christus-Erlöserkirche in Olsztyn (Allenstein) – eine der wenigen alten Kirchen in der Diözese Masuren, die im Eigentum der evangelischen Kirche stehen.

## Kirchengemeinde
Das 1763 gegründete und vor 1912 Groß Weissuhnen genannte Dorf wurde kirchlich erst 1898 im Zusammenhang einer Neuorganisation der Gemeinde in Johannisburg (heute polnisch: Pisz) selbständig. Damals wurden zunächst Hilfsprediger eingesetzt, bis auch eine Pfarrstelle errichtet wurde und 1908 mit dem Bau einer eigenen Kirche begonnen werden konnte. Im Jahr 1925 zählte die Kirchengemeinde Weissuhnen 1.200 Gemeindeglieder.
Bis 1945 war Weissuhnen mit dem zugehörigen Kirchspiel Pfarrort im Kirchenkreis Johannisburg der Evangelischen Kirche der Altpreußischen Union. Aufgrund von Flucht und Vertreibung der einheimischen Bevölkerung schien evangelisch-kirchliches Leben zum Erliegen zu kommen, und der Dorfkirche im dann Wejsuny genannten Ort drohte das gleiche Schicksal wie fast allen anderen Kirchen im südlichen Ostpreußen: Sie wurden zugunsten der Katholischen Kirche in Polen zwangsenteignet. In Wejsuny jedoch haben evangelische Gemeindeglieder 1950 und noch einmal 1979 in der Kirche geschlafen, um sie als eigene Kirche zu retten. Sie hatten Erfolg: Das Gotteshaus ist nun Eigentum der Evangelisch-Augsburgischen Kirche in Polen, die es als Filialkirche (neben Biała Piska (Bialla, 1938–1946 Gehlenburg) und Ełk (Lyck)) von der Pfarrgemeinde in Pisz (Johannisburg) aus betreut. Sie gehört zur Diözese Masuren (Sitz in Olsztyn (Allenstein)) der Evangelisch-Augsburgischen Kirche in Polen (Sitz in Warschau).

### Kirchspiel Weissuhnen (bis 1945)
Zum Kirchspiel Weissuhnen gehörten vor 1945 gehörten neben dem Pfarrort noch 14  Orte und Ortschaften (* = Schulorte):
| Deutscher Name   | Umbenennung (1938–1946) | Polnischer Name |  | Deutscher Name                  | Umbenennung (1938–1946) | Polnischer Name  |
| ---------------- | ----------------------- | --------------- |  | ------------------------------- | ----------------------- | ---------------- |
| Gnadenfeld       |                         | Zakątki         |  | Luisenthal                      |                         |                  |
| *Bärenwinkel     |                         | Niedźwiedzi Róg |  | *Onufrigowen                    | seit 1929 Rehfeld       | Onufryjewo       |
| Glodowen         | Spirdingshöhe           | Głodowo         |  | Piasken                         |                         | Piaski           |
| *Konzewen        | Warnold                 | Końcewo         |  | Popiellnen                      | (seit 1928) Spirding    | Popielno         |
| Klein Glodowen   |                         |                 |  | Sagon                           | Spirdingshorn           | Zagon            |
| Klein Weissuhnen |                         | Wejsuny Małe    |  | Warnold, Gut Warnold, Försterei |                         | Warnowo Kończewo |
| Lipnik           | Falkenhöhe              | Lipnik          |  | *Wiersba                        | Beldahnsee              | Wierzba          |

### Pfarrer (bis 1945)
Bis 1945 amtierten an der Dorfkirche in Weissuhnen acht evangelische Geistliche, die bis 1898 als Hilfsprediger eingesetzt waren:
- Friedrich Karl Mitzka, 1895–1896
- Heinrich Kull, 1896–1909
- Rudolf Wisniewski, 1910–1922
- Paul Melzer, 1922–1930
- Ernst Seidler, 1932–1934
- Erich Albert August Tiedtke, 1938–1945